# Finally // Beautiful Stranger
"Finally // Beautiful Stranger" é uma canção da cantora e compositora estadunidense Halsey. A canção foi lançada em 6 de dezembro de 2019 como o segundo single promocional do álbum, Manic.

## Recepção crítica
Koltan Greenwood, da Alt Press, descreveu a música como uma "música emocional e emocionante que explora o primeiro amor e as emoções que ele causa". Nina Corcoran, do Consequence of Sound, classificou o refrão de "verdadeiro destaque", já que Halsey "classifica o título com algumas quebras de voz de partir o coração". Madeline Roth, escrevendo para a MTV News, descreveu a faixa como um todo "como uma canção de amor guiada por violão e country", observando que parecia "um pouco com 'You and I' de Lady Gaga". Em um artigo para o E! Notícia, Billy Nilles observou a faixa como um "verdadeiro destaque" e descreveu a produção como "despojada" com "violão suave" e como "um pequeno número beijado no campo que deixa suas vulnerabilidades tomarem o centro do palco enquanto canta sobre o primeiro amor". Lexi Lane, da Atwood Magazine, elogiou a música e suas letras, afirmando que a faixa coloca "os talentos da composição de Halsey em primeiro plano e é sem dúvida a música mais forte em termos de letra" e chamou a música como um todo "bem trabalhada".

## Vídeo musical
O vídeo clipe foi lançado em 6 de dezembro de 2019. O vídeo foi dirigido por Patrick Tracy e mostra Halsey tocando a música em um violão em duas configurações diferentes de barra.

## Apresentações ao vivo
Halsey apresentou a música pela primeira em 25 de janeiro de 2020 no Saturday Night Live.

## Histórico de lançamento
| Região | Data                  | Formato                    | Gravadora | Ref.   |
| ------ | --------------------- | -------------------------- | --------- | ------ |
| Mundo  | 6 de dezembro de 2019 | Download digital streaming | Capitol   | [ 19 ] |